# Castillo de Primkenau
El castillo de Primkenau es un edificio hoy desaparecido en Przemków, actual Polonia, que sirvió de residencia desde mediados del siglo XIX al duque de Schleswig-Holstein-Sonderburg-Augustenburg y su familia.

## Historia
El castillo era propiedad de la familia von Rechenberg desde finales del siglo XIV. En 1752, siendo ya Silesia parte de Prusia, la propiedad del castillo y su parque fue adquirida por el conde Enrique IX de Reuss-Köstritz. Este nuevo propietario mandó construir un palacio barroco construido al oeste del castillo primitivo.

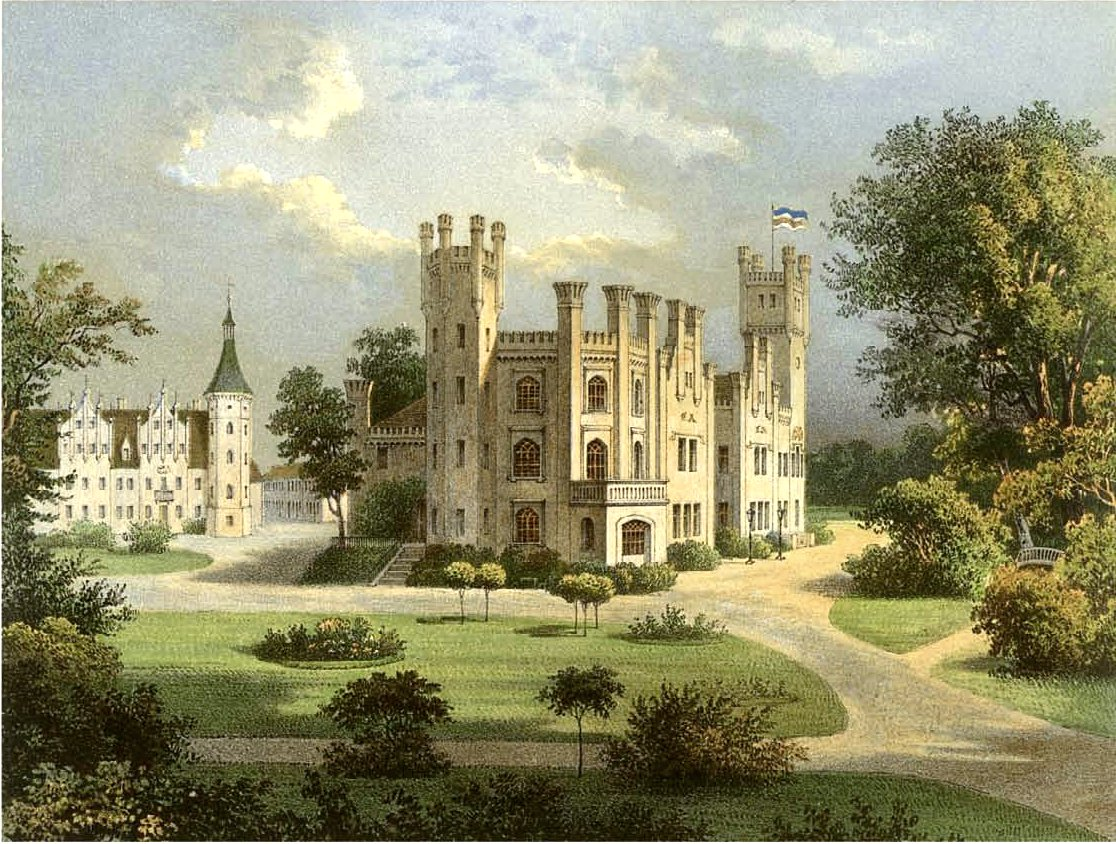
El castillo tras las reformas neogóticas de Cristián Augusto II.

En 1853, Cristián Augusto II (1798-1869), duque de Schleswig-Holstein-Sonderburg-Augustenburgo compra la propiedad y transforma el edificio conforme al gusto neogótico hacia 1857. Su hijo Federico VIII heredó el castillo a su muerte en 1869. En este momento el castillo era descrito como:
bello castillo, que parece, torreta por torreta y almena por almena, como si hubiera sido arrancado de las páginas de algún pintoresco volumen de leyendas bellamente iluminado.
Por entonces una carretera atravesaba las cercanías del castillo y lo separaba de otras edificaciones cercanas donde se alojaba a los invitados.En 1868 la vida de los alrededores del castillo era descrita por Lady Knightley of Fawsley (Louisa Mary Bowater), dama de compañía de Elena de Waldeck y Pirmont como:
el tipo de vida más primitivo y patriarcal que he visto en mi vida.
En 1880 el castillo sería escenario del compromiso del entonces príncipe Guillermo de Prusia (futuro Guillermo II) con la hija de Federico, Augusta Victoria.
Hacia 1884 el edificio sería heredado por dos de los hijos de Federico VIII (1829-1880):
- Ernesto Gunter (1863-1921), duque de Schleswig-Holstein.[8]
- Augusta Victoria (1858-1961), casada con Guillermo II, emperador de Alemania.

Entre 1895 y 1897, Ernesto Gunter mandó construir un nuevo edificio de estilo neorrenacentista alemán primitivo sobre el edificio barroco mandado construido a mediados del siglo XVIII.
A la muerte de Ernesto Gunter en 1921 su parte de la propiedad pasó a su sobrino Alberto, duque de Schleswig-Holstein. A su vez, la parte correspondiente a Augusta Victoria (también fallecida en 1921), pasó a su hijo Guillermo, príncipe heredero de Alemania y Prusia. En la década de los años 1920 vivió en el castillo la princesa Dorotea de Schleswig-Holstein.
El castillo fue destruido en el marco de la Segunda Guerra Mundial el 10 de febrero de 1945. Las ruinas del castillo desaparecieron entre 1950 y 1970.

## Descripción
El edificio se ubica en la localidad de Przemków (en alemán, Primkenau) actualmente parte del voivodato de la Baja Silesia en la república de Polonia. 
El edificio construido en estilo neorrenacentista de gusto romántico, contando con tejados de pizarra, grandes voladizos, torres redondas. El interior contaba con un cuarto de música, con techo decorado por el pintor Kasper Paffrath.
El jardín fue reformado por Cristián Augusto II y posteriormente en 1890 por Ernesto Gunter. Esta última reforma supuso la creación de dos estanques interconectadas. Los jardines del castillo contaban con una capilla con un cementerio (en el que están enterrados gran parte de los príncipes de la casa de Schleswig-Holstein desde mediados de 1850).
El terreno total de la finca era de unos 40.000 acres e incluía hasta dos manufacturas.